# Andréi Abrámov
Andréi Viktoróvich Abrámov (en ruso: Андрей Викторович Абрамов; Cheboksary, URSS, 3 de julio de 1984) es un deportista ruso que compitió en tiro con arco, en la modalidad de arco recurvo.
Ganó una medalla de bronce en el Campeonato Mundial de Tiro con Arco en Sala de 2005 y una medalla de bronce en el Campeonato Europeo de Tiro con Arco en Sala de 2004. Participó en los Juegos Olímpicos de Pekín 2008, ocupando el octavo lugar en la prueba de equipo.

## Palmarés internacional
| Campeonato Mundial en Sala | Campeonato Mundial en Sala | Campeonato Mundial en Sala | Campeonato Mundial en Sala |
| Año                        | Lugar                      | Medalla                    | Prueba                     |
| -------------------------- | -------------------------- | -------------------------- | -------------------------- |
| 2005                       | Aalborg (Dinamarca)        | Medalla de bronce          | Equipo                     |
| Campeonato Europeo en Sala |                            |                            |                            |
| Año                        | Lugar                      | Medalla                    | Prueba                     |
| 2004                       | Sassari (Italia)           | Medalla de bronce          | Equipo                     |